# Hekimoğlu Ali Paixà
Hekimoğlu Ali Paşa (4 de juny de 1689-Kütahya 14 d'agost de 1758) fou gran visir otomà.
Era fill d'un metge venecià convertit a l'islam, de nom musulmà Nur Efendi, que era metge de Mustafà II. Va ocupar diversos càrrec administratius a la cort i a províncies. Fou governador d'Adana (1722) i va sotmetre les turbulentes tribus turcmanes de Cilícia; el 1724 fou nomenat governador d'Alep i va participar en el setge i conquesta de Tabriz el mateix any.
El 1725 fou nomenat visir, i va exercir com beylerbeyi d'Anatòlia, serasker d'Orient, governador de Sivas, i governador de Diyarbakir; el 1730 va retornar al càrrec de serasker d'Orient i va derrotar el xa de Pèrsia, Tahmasp III a Kuzidjan el 15 de setembre de 1731, ocupant Hamadan, Urmiya i Tabriz.
El 12 de març de 1732 fou nomenat gran visir i va restablir les finances de l'estat. Va formar aliança amb França contra Àustria però les condicions imposades als francesos a suggeriment d'Ahmed Pasha Bonneval van fer fracassar l'acord. Quan es va reprendre la guerra contra Pèrsia, fou destituït (12 de juliol de 1735) i fou enviat exiliat a Mitilene de Lesbos; poc després fou nomenat governador de Bòsnia on va exercir tres anys (1738-1740) en els quals va fer front als austríacs, defensant amb èxit Travnik i derrotant el mariscal de Saxònia-Hildburghausen a Banja Luka (4 d'agost del 1737). El 1740 fou enviat a Egipte on va combatre la revolta dels mamelucs locals. El 1741 va ser nomenar beylerbeyi d'Anatòlia.
El 21 d'abril de 1742 fou nomenat gran visir per segona vegada, càrrec que va ocupar fins al 23 de setembre de 1742 quan volia dirigir en persona l'exèrcit d'Orient contra Nàdir-Xah Afxar, en oposició a l'opinió del sultà.
El 1744 fou nomenat governador de Bòsnia i el 1745 governador d'Alep i al cap d'uns mesos fou nomenat comandant en cap de l'exèrcit d'Orient però en aquest temps es va signar la pau amb Nàdir-Xah Afxar (1746) i no va tenir ocasió d'exercir el comandament. Fou llavors altre cop governador de Bòsnia i després de Trebisonda.
El 15 de febrer de 1755 fou nomenat gran visir per tercera vegada per Osman III el mateix dia que va pujar al tron, però destituït el 18 de maig de 1755 per pressió del silihdar Miyikil Ali Agha. Fou enviat a l'exili a Xipre, però abans de final d'any fou nomenat governador d'Egipte, i el 1756 altre cop governador (beylerbeyi) d'Anatòlia, fins que fou destituït el 1757.
Es va retirar a Kütahya on va morir el 14 d'agost de 1758 i fou enterrat a la mesquita que havia construït el 1734 a Istanbul